# Sonotrodo
Viene detto sonotrodo il componente che trasmette la vibrazione al pezzo da assemblare (saldatura a ultrasuoni delle materie plastiche). Esso deve svolgere le seguenti funzioni:
- trasmissione dell'energia vibratoria
- trasmissione della forza di pressione
- trasmissione dell'ampiezza
- sagomatura durante la deformazione plastica

La concezione e la fabbricazione di un sonotrodo esigono una particolare attenzione, poiché solo una concezione rispondente perfettamente alle esigenze del pezzo da assemblare, garantisce dei buoni risultati. I sonotrodi costruiti in modo non appropriato (frequenza non adatta, trasformazione ed ampiezza non favorevoli) possono portare alla rottura del trasduttore.
I materiali che si impiegano nella costruzione dei sonotrodi, vengono scelti a seconda del tipo di impiego. Il materiale più utilizzato è una lega di alluminio avente caratteristiche meccaniche (durezza e velocità di propagazione del suono) favorevoli. In genere Ergal o Avional. Per materie plastiche contenenti cariche si utilizza il titanio. Per inserimento o rivettatura acciaio temprato.
Affinché la saldatura risulti ottimale, si consiglia di non utilizzare sonotrodi di grandi dimensioni. La superficie di vibrazione deve essere infatti il più possibile uniforme. Quindi, nel caso di pezzi di grandi dimensioni, si utilizzano più gruppi vibranti.
In particolare:
- Ampiezza massima applicabile all'entrata del sonotrodo ξ1=40 µm
- Ampiezza massima in uscita dal sonotrodo per forme semplici e tondi ξ2=90-120 µm
- Ampiezza massima in uscita per sonotrodi grandi con scanalature  ξ2=60 µm
- No spigoli vivi. Tutti gli spigoli devono essere raggiati per evitare pericoli di rottura
- Utilizzo di chiavi adatte per il montaggio

## Tipi di sonotrodi
Sonotrodo a gradinoha una forma circolare dove i due diametri sono raccordati con un raggio piccolo. Esso produce una forte ampiezza. La struttura del sonotrodo è sottoposta a forte sollecitazione meccanica.
Sonotrodo esponenzialeha una curva di affaticamento ideale. L'ampiezza è relativamente bassa. È molto usato nelle operazioni di inserimento di parti metalliche in termoplastici.
Sonotrodo catenoidalè il più utilizzato. È caratterizzato da una buona ampiezza e da un basso affaticamento.
Sonotrodo rettangolareè molto utilizzato. per evitare oscillazioni orizzontali o di riflessione che possono rompere il sonotrodo, si devono ricavare delle scanalature (slot). Il sonotrodo rettangolare viene spesso utilizzato come adattatore per altri sonotrodi nel caso di saldature multiple.
Sonotrodo a campanaviene usato per saldature circolari di grandi dimensioni. Anche in questo sonotrodo si devono ricavare le scanalature.